# Johann Christian August Grohmann
Johann Christian August Grohmann (* 7. August 1769 in Großkorbetha; † 3. Juli 1847 in Dresden) war ein deutscher Philosoph, Psychologe und Rhetoriker.

## Leben
Als Sohn eines Predigers besuchte er die Schule in Querfurt und bezog 1786 die Universität Leipzig, wo er sich einem Studium der Theologie widmete. Beeinflusst von Ernst Platner wendet er sich der Philosophie und Psychologie zu und promovierte im März 1790 zum Doktor der Philosophie.
Im Anschluss begab er sich nach Dresden um Kunststudien zu betreiben und habilitierte sich 1792 an der Universität Wittenberg, wo er zunächst als Privatdozent tätig war. 1798 wurde er an der philosophischen Fakultät außerordentlicher und 1802 ordentlicher Professor für Logik und Bibliothekar der Universitätsbibliothek. Während seiner Wittenberger Professorenzeit entwickelte er als Autor eine rege Aktivität und ging darin von den Grundsätzen Immanuel Kants aus.
1810 folgte er einem Ruf an das Akademische Gymnasium nach Hamburg, wo er die Professur der theoretischen Philosophie und Rhetorik übernahm. Nicht mehr ganz so erfolgreich wie in Wittenberg, beschäftigte er sich hier weiter mit philosophischen Fragen, bis er 1833 in den Ruhestand versetzt wurde. Nachdem er über Leipzig nach Dresden gezogen war, verstarb er im Alter von 77 Jahren.

## Werkauswahl
- Ideen zu einer physiognomischen Anthropologie. Dyk, Leipzig 1791. (Digitalisat)
- De generationis atque temperamentorum legibus, eorumque a parentibus ad liberos transitu. 1792.
- Über das Verhältniß der Theorie zur Praxis, Einige Bemerkungen. Tzschiedrich, Wittenberg 1795. (Digitalisat)
- Neue Beiträge zur Kritischen Philosophie und insbesondere zur Logik. Fleischer, Leipzig 1796. (Digitalisat)
- Über den Begriff der Geschichte der Philosophie. Kühne, Wittenberg 1797. (Digitalisat)
- Neue Beiträge zur kritischen Philosophie und insbesondere zur Geschichte der Philosophie. Akademische Kunst- und Buchhandlung, Berlin 1798. (Digitalisat)
- Über die Beurteilungsprinzipien der Offenbahrung.[2]
- Hauptpunkte der Kant’schen und Ficht’schen Philosophie. 1796.
- Philosophische Abhandlungen. 1796.
- Kritik der christlichen Offenbarung. Oder einzig möglicher Standpunkt die Offenbarung zu beurtheilen. Crusius, Leipzig 1798.
- Über Offenbarung und Mythologie. Als Nachtrag zur Religion innerhalb der Grenzen der reinen Vernunft. Verlag der Königlich Akademischen Kunst- und Buchhandlung, Leipzig 1799. (Digitalisat)
- Annalen der Universität Wittenberg. 3 Bände. Erbstein, Meissen 1801. (Digitalisat Band 1), (Band 2), (Band 3)
- Über das Verhältniss der Kritik zur Metakritik. Oder: Entspricht die neuere Philosophie den Ansprüchen des Menschen? Ein Sendschreiben an Hrn. Hofr. D. Platner. Leupold, Leipzig 1802. (In: Leipziger Literaturzeitung)
- Dem Andenken Kant’s oder die neueren philosophischen Systeme in ihrer Richtigkeit dargestellt. 1804.
- De recentissimae philosophiae vanitate. Wittenberg 1809. (Schulprogramm)
- Philosophie der Medizin. Schmidt, Berlin 1808. (Digitalisat)
- Über die philosophische und ästhetische Kultur unseres Zeitalters. Appel, Hamburg 1810. (Digitalisat)
- Über die höhere religiöse Überzeugung. Hoffmann, Hamburg 1811. (Digitalisat)
- Was ist der Deutsche? Eine Vergleichung seines National-Charakters mit der Vorwelt. Bohn & Hoffmann, Hamburg 1813.
- Hamburgs Schicksale unter Davoust und meine Auswanderung. 1814. (Digitalisat)
- Über die Darstellung des Heiligen auf der Bühne, eine kleine Nachlese. Wichers, Hamburg 1816. (Digitalisat)
- Psychologie des kindlichen Alters. An Aeltern und Erzieher. In Briefen. Bohn, Hamburg 1812. (Digitalisat)
- Ideen zu einer Geschichte der Entwicklung des kindlichen Alters. Psychologische Untersuchungen. Büschler, Elberfeld 1817. (Digitalisat)
- Ästhetik als Wissenschaft. Dyck, Leipzig 1830. (Digitalisat)
- Über das Princip des Strafrechts: Der Staat hat kein Recht, am Leben zu strafen. Zur Begründung einer philosophischen und christlichen Strafrechtslehre. Groos, Karlsruhe 1832. (Digitalisat)
- Mittheilungen zur Aufklärung der Criminal-Physiologie und des Strafrechts. Groos, Heidelberg 1833. (Digitalisat)
- Christentum und Vernunft für die Abschaffung der Todesstrafe. Reimer, Berlin 1835.
- Philosophische Ideen über die Begründung eines vernünftigen Strafrechts behufs des für das Königreich Norwegen beabsichtigten Strafgesetzentwurfes. 1836.[3]
- Untersuchungen der Phrenologie oder Gall’sche Schädellehre. Verlags-Comptoir, Grimma 1842.(Digitalisat)
- Kopf-Formen des Somnambulismus. 1844.[4]